# 鶴田謙二
鶴田 謙二（つるた けんじ、 1961年5月9日 - ）は、日本の漫画家、イラストレーター。静岡県浜松市出身。森田理論の名義でも活動している。
1986年に『週刊コミックモーニング』（講談社）掲載の『広くてすてきな宇宙じゃないか』でデビュー。代表作に、アニメ化もされた『Spirit of Wonder』などがある。
元・アフタヌーン四季賞春のコンテスト選考委員（2014年 - 2017年）。

## 来歴
写真家を目差し、大学時代は写真工学を専攻するも、在学中に出合った星野之宣の漫画作品に感化され、漫画家を目差す。同人誌活動を経て、1986年に「週刊コミックモーニング」誌掲載の『広くてすてきな宇宙じゃないか』でデビューする。
イラストレーターとして小説の装画も多く手がけ、第31回（2000年）、第32回（2001年）、第44回（2013年）、第54回（2023年）の星雲賞をアート部門で受賞している。
1994年頃にガイナックスに出入りしており、ゲーム『神罰』や映画『蒼きウル』などに関わっていた。
2014年から2017年まで、月刊アフタヌーンが主催している、漫画新人賞である四季賞春のコンテストの選考委員を務めた。

## 作品リスト

### 漫画
- 『The Spirit of Wonder』
  - 『Spirit of Wonder』（『The Spirit of Wonder』に未収録作を加えた完全版）講談社、1997年8月20日、ISBN 4-06-319845-6
- 『SF名物－初期作品集』講談社、1997年8月20日、ISBN 4-06-319846-4
- 『まんがアベノ橋魔法☆商店街 - アベノの街に祈りを込めて』（漫画連載・キャラクター原案、休載 単行本未収録話あり）
- 『Forget-me-not １』〉講談社、2003年9月22日、ISBN 4-06-334751-6
- 『おもいでエマノン』（原作：梶尾真治）徳間書店、2008年7月1日、ISBN 978-4-19-950077-0
  - 『EMANON さすらいエマノン Episode:1』（原作：梶尾真治）徳間書店、2010年4月1日、ISBN 978-4-19-720295-9（B4丸綴じ版　オールカラー　原作者との対談等の記事あり）
  - 『さすらいエマノン』（原作：梶尾真治）徳間書店、ISBN 978-4-19-950292-7（『EMANON さすらいエマノン Episode:1』と「さすらいエマノン’67」を収録）
  - 『續 さすらいエマノン』（原作：梶尾真治）徳間書店、2013年12月15日、ISBN 978-4-19-950366-5
  - 『續々 さすらいエマノン』（原作：梶尾真治）徳間書店、2018年5月10日、ISBN 978-4-19-950619-2
- 『冒険エレキテ島』講談社、2011年10月21日（『AMASIA』版にアフタヌーン2011年11月号掲載作を加え加筆修正）　
  - 『冒険エレキテ島 2』講談社、2017年11月21日、ISBN 978-4-06-393081-8
- 『ポム・プリゾニエール』 La Pomme Prisonniere（楽園 Le Paradis）〉白泉社 (2014/12/25) ISBN 978-4592710769
- 『モモ艦長の秘密基地』白泉社〈楽園コミックス〉
  1. 2022年3月31日発売[3]、ISBN 978-4-592-71200-8
- 『空は世界のひとつ屋根』白泉社〈楽園コミックス〉
  1. 2024年03月29日発売[4]、ISBN 978-4-592-71237-4

### 漫画（その他）
- 『日本ふるさと沈没』（アンソロジー）徳間書店、2006年8月1日、ISBN 4-19-770132-2（カバーイラスト・序章漫画・短編「沈没ラプソディー」掲載）
- 『鶴田謙二限定BOX Forget-me-not』講談社、1997年8月20日、BOX版にはISBNはない
- 『AMASIA』（複数作家書籍の軽装BOX）講談社、2010年7月15日、ISBN 978-4-06-364826-3（『神罰』・『冒険エレキテ島』・BOX表装イラスト・A2版ポスター）

### イラスト
- 単行本
  - おおきくなりません（作：白倉由美）
  - ラジオ・キス（作：白倉由美）
  - 海を見る人（作：小林泰三）
  - ヤァヤァ・シスターズの聖なる秘密（作：レベッカ・ウェルズ）
  - 夏の教室（作：大塚英志）
  - 銀河乞食軍団シリーズ 合本版（作：野田昌宏）
  - 帰天城の謎 〜TRICK青春版〜（作：はやみねかおる）
  - ラインの虜囚(作 : 田中芳樹)
  - 『Puppeteer入門 スクレイピング+Web操作自動処理プログラミング』表紙（著：ヴェネチア冒険團・美崎薫・小原亮一・酒井一成）
- ノベルズ
  - 遥かなる星（作：佐藤大輔）
  - スカイ・クロラシリーズ・ノベルズ版（作：森博嗣）
  - 黎明の双星（作：花田一三六）
- 文庫
  - 『道士リジィオ』シリーズ（作：冴木忍）
  - タイム・リーパー（作：大原まり子）
  - 冬の教室（作：大塚英志）
  - 『エマノン』シリーズ（作：梶尾真治、徳間デュアル文庫版・上記漫画の原作を含む連作小説）
  - インナーネットの香保里（作：梶尾真治）
  - 十三妹（作：武田泰淳）
  - サマー/タイム/トラベラー（作：新城カズマ）
  - 『ラプソディ』シリーズ（作：エリザベス・ヘイドン）
  - 遠き神々の炎（作：ヴァーナー・ヴィンジ）
  - 最果ての銀河船団（作：ヴァーナー・ヴィンジ）
  - マインドスター・ライジング（作：ピーター・F・ハミルトン）
  - キャプテン・フューチャー・シリーズ（作：エドモンド・ハミルトン・創元SF文庫版）
  - ブレイブ・ストーリー（作：宮部みゆき・角川つばさ文庫）
  - 突撃アンソロジー 小説創るぜ!（作：秋田禎信・榊一郎・神坂一・賀東招二） - 収録作品『機動アントロイドエーネジェント メタルソルジャー』（賀東招二作）の口絵
- 他
  - 英雄伝説III「白き魔女」-もうひとつの英雄たちの物語-（パッケージ）
  - 『S-Fマガジン』2000年1月号 - 2000年12月号 表紙
  - デプス・オブ・レイヤーズCDジャケット（ザ・ジェッジジョンソン）
  - Discoveries CD　ジャケット（ザ・ジェッジジョンソン）
  - アニメ『俗・さよなら絶望先生』 第9話 エンドカード
  - 『ぼくらが大好きだった特撮ヒーローBESTマガジン』VOL.7（2005年12月、講談社）- 東映版『ジャイアントロボ』イメージイラスト。同作品に寄せたコメントと共に掲載
  - ふしぎの壁のアリス（Windows用壁紙集、1992年8月発売）

### 画集
- 『水素 hydrogen』講談社、1997年8月20日、ISBN 4063300404
- 『ひたひた』白泉社、2002年4月1日、ISBN 4592731921
- 『Eternal』講談社、2002年11月10日、ISBN 4063300455
- 『コメット』講談社、2004年5月23日、ISBN 4063645622
- 『鶴田謙二教養画集 MADE IN CHINA（CD-ROM画集）』
- 『FUTURE』東京創元社、2011年11月30日、ISBN 4488014240
- 『デンキ 科學処やなぎや』復刊ドットコム、2017年10月28日、ISBN 4835455282[a]
- 『つぶあん』復刊ドットコム、2022年5月27日、ISBN 4835458729[5]
- 『こしあん』復刊ドットコム、発売日未定[5]